# 擬光澤深鰩
砂地深鰩（學名：Pavoraja pseudonitida），為軟骨魚綱鰩目單鰭鰩科深鰩屬的一種，分布於西太平洋澳洲昆士蘭海域，為特有種，深度212至512公尺，體長可達37.2公分，棲息在大陸坡上層軟底質海域，為深海底棲性魚類，屬肉食性，卵生, 生活習性不明。